# Parlamentsvalet i Ryssland 2016
Ryska parlamentsvalet 2016 ägde rum den 18 september 2016. 
Valet gällde de 450 platserna i Statsduman, underhuset i Rysslands lagstiftande församling. Fjorton partier ställde upp i valet, däribland Rysslands största parti Enade Ryssland med Dmitrij Medvedev som toppkandidat.

## Valsystem
Valet genomfördes med parallell röstning, enligt det system som också användes mellan 1993 och 2003, där hälften av mandaten tillsätts via proportionellt resultat, med en småpartispärr på 5 procent av rösterna (en sänkning av gränsen, som låg på 7 procent i parlamentsvalet 2011), och andra hälften genom val i enmansvalkretsar, där den kandidat som får flest röster vinner mandatet.

## Deltagande partier
1. Rodina
2. Rysslands Kommunister
3. Partiet Ryska Pensionärer för Rättvisa
4. Enade Ryssland
5. De Gröna i Ryssland
6. Medborgarnas Plattform
7. Rysslands liberaldemokratiska parti
8. Partiet för folkets frihet
9. Framgångspartiet
10. Medborgarmakt
11. Jabloko
12. Ryska federationens kommunistiska parti
13. Rysslands patrioter
14. Rättvisa Ryssland

## Valresultat
Valet innebar en stor framgång för Enade Ryssland, som fick drygt 54% av rösterna, och kvalificerad majoritet med 343 av dumans 450 mandat. Valsystemet missgynnade de mindre partierna, så Kommunistpartiet och Rättvisa Ryssland fick se sina mandat kraftigt minska, och även Liberaldemokraternas antal mandat minskade. Rodina och Medborgarnas Plattform  fick ett mandat vardera via enmansvalkretsar.
| Parti                                   | Mandat | +/-   | Antal röster | %     | +/-    |
| --------------------------------------- | ------ | ----- | ------------ | ----- | ------ |
| Enade Ryssland                          | 343    | ▲+105 | 28 527 628   | 54,20 | ▲+4,87 |
| Ryska federationens kommunistiska parti | 42     | ▼-50  | 7 019 752    | 13,34 | ▼-5,85 |
| Rysslands liberaldemokratiska parti     | 39     | ▼-17  | 6 917 063    | 13,14 | ▲+1,46 |
| Rättvisa Ryssland                       | 23     | ▼-41  | 3 275 053    | 6,22  | ▼-7,01 |
| Rysslands Kommunister                   | -      | -     | 1 192 595    | 2,27  | -      |
| Jabloko                                 | -      | -     | 1 051 335    | 1,99  | ▼-1,44 |
| Partiet Ryska Pensionärer för Rättvisa  | -      | -     | 910 848      | 1,51  | -      |
| Rodina                                  | 1      | ▲+1   | 792 226      | 1,51  | -      |
| Medborgarnas plattform                  | 1      | ▲+1   | 115 433      | 0,22  | -      |